# Geelhelmneushoornvogel
De geelhelmneushoornvogel (Ceratogymna elata) is een neushoornvogel die voorkomt in West-Afrika.

## Beschrijving
De geelhelmneushoornvogel kan tot 90 cm lang worden, het mannetje is groter dan het vrouwtje en kan maximaal 2 kg wegen en is daarmee een van de grootste vogels van het Afrikaanse oerwoud. De geelhelmneushoornvogel lijkt op de blauwkeelneushoornvogel, maar hij heeft een witte staart met alleen de middelste staartpennen die zwart zijn, verder heeft de geelhelmneushoornvogel een gelige tot vuilwitte snavel, terwijl die van de blauwkeelneushoornvogel zwart is. Beide soorten hebben een lichtblauw gekleurde naakte huid rond het oog en dito keelzak. Verder is het mannetje helemaal zwart en heeft het vrouwtje roodbruine veren op de kop en hals. De biologe en wetenschapjournalist Olivia Judson beschreef ooit deze neushoornvogel als een vogel die haar deed denken aan een bejaarde rockzanger, die opstaande veren geven hetzelfde verwilderde uiterlijk.

### Gedrag
Het zijn uitgesproken bosvogels die hoog in de boomkronen verblijven en zelden op de grond komen. Ze leven in kleine familiegroepen die uit minstens een volwassen mannetje en vrouwtje bestaan en een of twee onvolwassen vogels. Soms zijn de groepen groter, bijvoorbeeld bij een aantrekkelijke voedselbron zoals een mieren- en termietennest.
De vogels vallen soms ten prooi aan grote arenden zoals de kroonarend. Om dit te voorkomen "pesten" ze een rustige zittende arend binnen hun leefgebied weg door hem op te zoeken en veel kabaal te maken. Omdat de arend alleen kan jagen bij verrassing, verlaat hij dan het gebied. Uit onderzoek bleek ook dat de neushoornvogels reageren op de alarmroep van apen (dianameerkatten) die in hetzelfde gebied voorkomen en dat zij daarbij de alarmroep voor een arend (wel gevaarlijk voor de neushoornvogels) kunnen onderscheiden van die voor een luipaard (niet gevaarlijk voor vogels).

## Verspreiding en leefgebied
De geelhelmneushoornvogel komt voor van Senegal (binnen een klein gebied), Mali, Benin, en Guinee-Bissau. Er zijn waarnemingen uit de jaren 1990: Guinee (ca. 419 individuen), Sierra Leone (ca. 624 individuen), Liberia (ca. 2.385 individuen), Ivoorkust (ca. 3.871 individuen), Ghana (ca. 817 individuen), Togo (slechts enkele waarnemingen), Nigeria (ca. 1.625 individuen) en Kameroen (ca. 2.791 individuen). De geelhelmneushoornvogel blijkt alleen nog algemeen voor te komen in de zwaar beboste delen van Sierra Leone het zuidwesten van Ivoorkust en Liberia.
Het leefgebied bestaat uit regenwoud in laagland, maar ook wel in enigszins aangetast bos, secundair bos, stroken bos langs rivieren, oliepalmplantages en ander agrarisch gebied met wat bos in de buurt.

## Status
De grootte van de wereldpopulatie werd in 2012 geschat op 8000 tot 9000 volwassen individuen en het aantal gaat achteruit. De jacht op deze vogel, vooral in Ghana, is een grote bedreiging. Daarnaast de aantasting van het leefgebied; bosgebieden raken door houtkap en de aanleg van wegen versnipperd en worden dan ook weer gemakkelijker toegankelijk voor jagers. Om deze redenen staat de geelhelmneushoornvogel als kwetsbaar op de Rode Lijst van de IUCN.